# Список картин Андреа дель Кастаньо
Ниже приводится хронологический список работ Андреа дель Кастаньо, флорентийского живописца раннего Возрождения, наиболее известного своими фресками.

## Фрески
| Изображение | Название                                                                                  | Год создания    | Размеры                            | Техника                                                        | Место хранения                                                  | Примечания |                   |
| ----------- | ----------------------------------------------------------------------------------------- | --------------- | ---------------------------------- | -------------------------------------------------------------- | --------------------------------------------------------------- | --- | ----------------- |
|             | Распятие из Санта-Мария-дельи-Анджели итал. Crocifissione di Santa Maria degli Angeli     | около 1440–1442 | 355×285 см                         | фреска                                                         | Больница Санта-Мария-Нуова, Флоренция, Италия                   | Распятие с Богородицей, Иоанном Богословом, Бенедиктом, Ромуальдом и Марией Магдалиной. Фреска перенесена из монастыря Санта-Мария-дельи-Анджели. Хранится в больнице Больница Санта-Мария-Нуова с 1960 года. | [ 1 ] [ 2 ]       |
|             | Фрески капеллы Сан-Тарасио итал. Affreschi della Cappella di San Tarasio                  | около 1442–1444 |                                    | фрески                                                         | Церковь Сан-Заккариа, Венеция, Италия                           | Вместе с Франческо да Фаенца | [ 3 ] [ 4 ]       |
|             | Тайная вечеря итал. Ultima cena                                                           | 1447            | 470×975 см                         | фреска                                                         | Трапезная монастыря Сант-Аполлониа (музей), Флоренция, Италия   | | [ 5 ] [ 6 ] [ 7 ] |
|             | Воскресение, распятие и положение во гроб итал. Resurrezione, Crocifissione e Deposizione | 1447            | 450×980 см                         | фреска                                                         | Трапезная монастыря Сант-Аполлониа (музей), Флоренция, Италия   | | [ 5 ] [ 6 ] [ 7 ] |
|             | Христос, поддерживаемый двумя ангелами итал. Cristo in pietà sorretto da due angeli       | около 1447      | 283×330 см                         | фреска                                                         | Трапезная монастыря Сант-Аполлониа (музей), Флоренция, Италия   | | [ 8 ] [ 6 ] [ 7 ] |
|             | Пиппо Спано итал. Pippo Spano                                                             | 1448–1451       | 250×154 см                         | фреска, переведённая на холст, а затем на основу из штукатурки | Галерея Уффици, Флоренция, Италия                               | Часть цикла «Знаменитые люди» для виллы Кардуччи | [ 9 ] [ 10 ]      |
|             | Фарината дельи Уберти итал. Farinata degli Uberti                                         | 1448–1451       | 250×154 см                         | фреска, переведённая на холст, а затем на основу из штукатурки | Галерея Уффици, Флоренция, Италия                               | Часть цикла «Знаменитые люди» для виллы Кардуччи | [ 11 ]            |
|             | Никколо Аччайолиитал. Niccolò Acciaiuoli                                                  | 1448–1451       | 250×154 см                         | фреска, переведённая на холст, а затем на основу из штукатурки | Галерея Уффици, Флоренция, Италия                               | Часть цикла «Знаменитые люди» для виллы Кардуччи | [ 12 ]            |
|             | Сивилла Кумская итал. Sibilla Cumana                                                      | 1448–1451       | 250×154 см                         | фреска, переведённая на холст, а затем на основу из штукатурки | Галерея Уффици, Флоренция, Италия                               | Часть цикла «Знаменитые люди» для виллы Кардуччи | [ 13 ]            |
|             | Эсфирь итал. Ester (personaggio biblico)                                                  | 1448–1451       | 120×150 см (нижняя часть утрачена) | фреска, переведённая на холст, а затем на основу из штукатурки | Галерея Уффици, Флоренция, Италия                               | Часть цикла «Знаменитые люди» для виллы Кардуччи | [ 14 ]            |
|             | Царица Томирис итал. Tomiri                                                               | 1448–1451       | 245×155 см                         | фреска, переведённая на холст, а затем на основу из штукатурки | Галерея Уффици, Флоренция, Италия                               | Часть цикла «Знаменитые люди» для виллы Кардуччи | [ 9 ] [ 15 ]      |
|             | Данте Алигьери итал. Dante Alighieri                                                      | 1448–1451       | 247×153 см                         | фреска, переведённая на холст, а затем на основу из штукатурки | Галерея Уффици, Флоренция, Италия                               | Часть цикла «Знаменитые люди» для виллы Кардуччи | [ 16 ]            |
|             | Франческо Петрарка итал. Francesco Petrarca                                               | 1448–1451       | 250×153 см                         | фреска, переведённая на холст, а затем на основу из штукатурки | Галерея Уффици, Флоренция, Италия                               | Часть цикла «Знаменитые люди» для виллы Кардуччи | [ 17 ]            |
|             | Джованни Бокаччо итал. Giovanni Boccaccio                                                 | 1448–1451       | 250×154 см                         | фреска, переведённая на холст, а затем на основу из штукатурки | Галерея Уффици, Флоренция, Италия                               | Часть цикла «Знаменитые люди» для виллы Кардуччи | [ 18 ]            |
|             | Ева итал. Eva                                                                             | 1448–1451       | 240×130 см                         | фреска                                                         | Вилла Кардуччи, Флоренция, Италия                               | Часть цикла «Знаменитые люди» для виллы Кардуччи | [ 19 ]            |
|             | Адам итал. Adamo                                                                          | 1448–1451       | 240×130 см                         | фреска                                                         | Вилла Кардуччи, Флоренция, Италия                               | Часть цикла «Знаменитые люди» для виллы Кардуччи | [ 20 ]            |
|             | Мадонна с Младенцем итал. Madonna col Bambino                                             | 1448–1451       | 330 см                             | фреска                                                         | Вилла Кардуччи, Флоренция, Италия                               | Часть цикла «Знаменитые люди» для виллы Кардуччи | [ 21 ]            |
|             | Мадонна Пацци итал. Madonna di casa Pazzi                                                 | c. 1449–1450    | 290×212 см                         | фреска, отделённая от стены                                    | Галерея Уффици, Флоренция, Италия (Коллекция Контини Бонакосси) | | [ 22 ]            |
|             | Святой Юлиан и Спаситель итал. San Giuliano e il Redentore                                | 1453-1455       | 223×209 см                         | фреска                                                         | Церковь Сантиссима-Аннунциата, Флоренция, Италия                | | [ 23 ]            |
|             | Троица со святыми итал. Trinità e santi                                                   | 1453-1455       | 285×173 см                         | фреска                                                         | Церковь Сантиссима-Аннунциата, Флоренция, Италия                | | [ 24 ]            |
|             | Распятие из Санта-Мария-дельи-Анджели итал. Crocifissione di Santa Maria degli Angeli     | 1455            | 270×347 см                         | фреска                                                         | Трапезная монастыря Сант-Аполлониа (музей), Флоренция, Италия   | | [ 25 ]            |
|             | Конный памятник Никколо да Толентино итал. Monumento equestre a Niccolò da Tolentino      | 1456            | 833×512 см                         | фреска                                                         | Собор Санта-Мария-дель-Фьоре Флоренция, Италия                  | | [ 26 ]            |

## Картины
| Изображение | Название | Год создания    | Размеры                                                      | Техника                                  | Место хранения                                 | Примечания |        |
| ----------- | --- | --------------- | ------------------------------------------------------------ | ---------------------------------------- | ---------------------------------------------- | ---------- | ------ |
|             | Вознесение Богородицы со святыми Миниасом и Юлианом итал. Assunzione della Vergine tra i santi Miniato e Giuliano | 1449–1450       | 131,3×150,3 см                                               | дерево, темпера                          | Берлинская картинная галерея, Берлин, Германия |            | [ 27 ] |
|             | Мужской портрет итал. Ritratto d'uomo (Andrea del Castagno)                                                       | около 1450      | 54,2×40,4 см                                                 | дерево, темпера                          | Национальная галерея искусства, Вашингтон, США |            | [ 28 ] |
|             | Давид с головой Голиафа итал. David con la testa di Golia                                                         | около 1450–1455 | Высота: 115,5 смШирина наверху: 76,5 смШирина внизу: 40,6 см | Щит (кожа на деревянной основе), темпера | Национальная галерея искусства, Вашингтон, США |            | [ 29 ] |

## Синопии
| Изображение | Название | Год создания | Размеры    | Техника                                             | Место хранения                                                | Примечания                                           |                      |
| ----------- | --- | ------------ | ---------- | --------------------------------------------------- | ------------------------------------------------------------- | ---------------------------------------------------- | -------------------- |
|             | Воскресение, распятие и положение во гроб итал. Resurrezione, Crocifissione e Deposizione                                                    | 1447         | 453×975 см | Синопия: интонако, красная охра (итал. terra rossa) | Трапезная монастыря Сант-Аполлониа (музей), Флоренция, Италия |                                                      | [ 30 ] [ 31 ] [ 32 ] |
|             | Христос, поддерживаемый двумя ангелами итал. Cristo in pietà sorretto da due angeli                                                          | 1447-1448    | 283×330 см | Синопия: интонако, красная охра (итал. terra rossa) | Трапезная монастыря Сант-Аполлониа (музей), Флоренция, Италия |                                                      | [ 33 ]               |
|             | Явление Троицы святым Иерониму, святой Паоле и святому Евстохию итал. apparizione della Trinità a san Girolamo, santa Paola e sant'Eustochio | 1453-1454    | 297×178 см | Синопия: интонако, красная охра (итал. terra rossa) | Трапезная монастыря Сант-Аполлониа (музей), Флоренция, Италия | Синопия для "Троицы" в церкви Сантиссима-Аннунциата, | [ 34 ]               |

## Картоны
| Изображение | Название                                   | Год создания | Размеры        | Техника | Место хранения                                   | Примечания                                        |               |
| ----------- | ------------------------------------------ | ------------ | -------------- | ------- | ------------------------------------------------ | ------------------------------------------------- | ------------- |
|             | Успение Богородицы итал. Dormitio Virginis | 1442-1443    |                | мозаика | Капелла Масколи. Собор Сан-Марко,Венеция, Италия | Мозаика выполнена по картону Андреа дель Кастаньо | [ 35 ] [ 36 ] |
|             | Снятие с креста итал. Deposizione          | 1444         | Диаметр 480 см | витраж  | Собор Санта-Мария-дель-Фьоре, Флоренция, Италия  | Витраж выполнен по картону Андреа дель Кастаньо   | [ 37 ]        |